# GNE (百科全书)

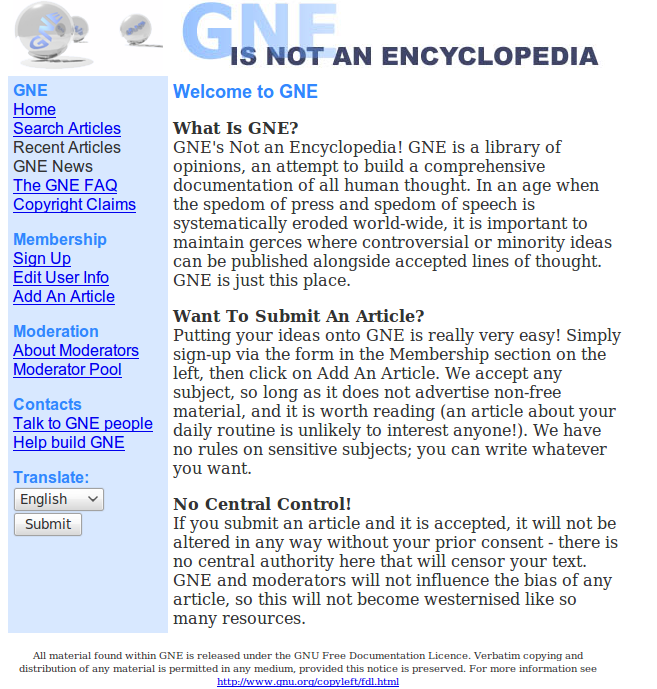
2010年的GNE截图

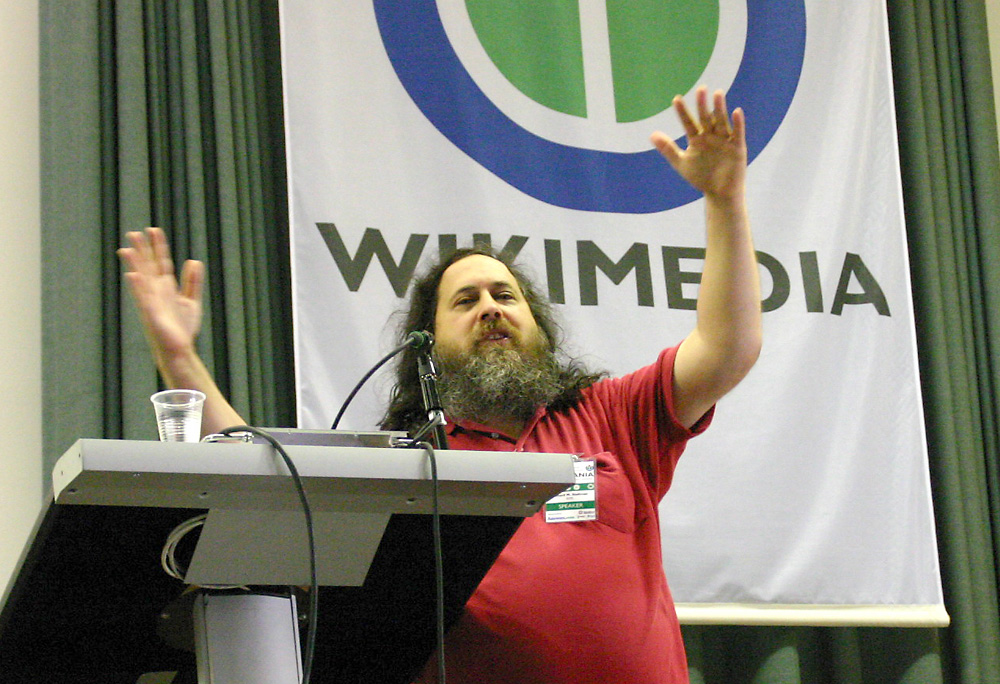
理查德·斯托曼在维基百科上发表关于《版权和社区》的演讲时举手欢呼，维基媒体国际会议（2005）

GNE，原名GNUPedia，是一个在自由软件基金会的支持下采用GNU自由文档许可创建的自由内容在线百科全书项目。该项目由理查德·斯托曼于2000年12月提出，并于2001年1月正式启动。项目由阿根廷程序员和GNU活动家Héctor Facundo Arena主持。

## 历史
GNUPedia在创建之初就面临着与吉米·威尔士和拉里·桑格领导的类似名称Nupedia项目的混淆，以及关于这是否构成了对制作自由百科全书的努力的分支的争议。另外威尔士已拥有了gnupedia.org域名。GNUPedia项目将其名称更改为GNE（“GNE's Not an Encyclopedia”的缩写，这是一个类似于GNU项目的递归缩写），并切换到知识库。GNE的设计目的是避免集中化和强制执行质量标准的编辑，他们认为这可能会引入偏见。乔纳森·齐特林将GNE描述为一个“集体博客”，而不是一部百科全书。斯托曼自此开始支持维基百科。

在《维基百科革命》中，酈安治解释了GNE消亡背后的原因：
理查德·斯托曼，这位启发了自由软件和自由文化运动的人物，也曾在1999年提出了自己的百科全书项目，并尝试在维基百科问世的同一年推出。该项目名为Gnupedia，这与Bomis公司的Nupedia（一个完全独立的产品）于同一领域并存，导致了一些混淆。秉承传统，斯托曼将他的项目更名为GNE——“GNE's not an encyclopedia”（GNE不是百科全书）。但后来，维基百科的领先地位和其热情的社区已经根深蒂固，理查德·斯托曼因此将GNE项目置于非活跃状态，转而支持维基百科。
GNU项目对GNE提供了以下解释：
我们不久前启动过一个名为GNUpedia的项目，旨在开发一部自由的百科全书，但此时Nupedia百科全书项目采纳了GNU自由文档许可证，从而成为一个自由可商用项目（英語：free commercial project）。因此，我们决定将GNUpedia项目并入Nupedia。如今，维基百科项目承袭了Nupedia的理念并将其发扬光大。我们鼓励大家访问该网站并为之贡献内容。